# آخرین فرار
آخرین فرار (به انگلیسی: Last Run) یک فیلم ویدئویی در ژانر اکشن، جنایی و دلهره‌آور بریتانیایی-آلمانی محصول سال ۲۰۰۱ به کارگردانی و نویسندگی آنتونی هیکاکس با بازی آرماند آسانته، یورگن پراخنو و اورنلا موتی است.

## داستان
فرانک بنر (آرماند آسانته) قبلاً در کمک به جاسوسان شوروی برای فرار ایمن به غرب تخصص داشت. همسر بنر برای کمک به چنین فراری به ضرب گلوله کشته می‌شود. اکنون، با پایان یافتن جنگ سرد، از بنر خواسته می‌شود تا با خیال راحت فردی را اسکورت کند. مردی که هم سازمان سیا و هم مافیای روسیه به دنبال مرگ او هستند.